# Le Cellier
Le Cellier (bretonisch Keller) ist eine französische Gemeinde mit 4011 Einwohnern (Stand 1. Januar 2022) im Département Loire-Atlantique in der Region Pays de la Loire. Sie gehört zum Kanton Nort-sur-Erdre im Arrondissement Châteaubriant-Ancenis.

## Geografie
Die westfranzösische Gemeinde liegt am nördlichen Ufer der Loire 27 Kilometer östlich von Nantes. Sie ist sehr ländlich geprägt. Nachbargemeinden von Le Cellier sind Ligné im Norden, Couffé im Nordosten, Oudon im Osten, Orée d’Anjou im Süden, Mauves-sur-Loire im Westen sowie Saint-Mars-du-Désert im Nordwesten.

## Geschichte
Der Ursprung des Namens Le Cellier leitet sich vermutlich aus dem Lateinischen Cellarium (‚Keller‘) ab und bezieht sich wohl auf einen Weinkeller, den es früher vor Ort gab.
Der Legende nach tötete der bretonische heilige Méen bei seiner Rückkehr aus Rom im 7. Jahrhundert in Le Cellier einen Drachen und gründete darauf eine Abtei. Die Existenz des Priorats ist verbrieft. Die dazugehörige Abtei wurde von den Wikingern zerstört, später im 12. Jahrhundert aber wieder aufgebaut. Vermutlich profitierte Le Cellier seit dem 9. Jahrhundert von einer Maut, welche die Schiffer der Loire zu entrichten hatten. An der Stelle, an der sich heute der Park Folies-Siffait ausbreitet, bestand eines Festung, die Château-Guy hieß und nach dem Namen des Grafen Guido von Nantes benannt war. Ende des 14. Jahrhunderts wurde die Erhebung der Maut nach Champtoceaux verlegt und die Burg Château-Guy verlor ihre Bedeutung.
Im 17. Jahrhundert herrschte die Familie Chenu de Clermont, die mit den Fürsten von Condé verbunden war, über die Städte und Burgen von Champotoceaux und Oudon. Einer ihrer Vertreter ließ das Schloss Clermont errichten. Dieses ging im 18. Jahrhundert zuerst an die Familie De Claye und anschließend an die Familie De La Bourdonnaye von Liré. Unter König Ludwig XVI. wurde das Anwesen zu einer königlichen Merinoschafzucht. Diese existierte noch bis zur Restauration, ihr Leiter Jean-François Le Masne wurde 1820 Bürgermeister der Kommune. 1793 ging das Anwesen an die Familie Juchault des Jamonières.
Während des Aufstandes der Vendée gegen die Französische Revolution wurde das Anwesen von der republikanischen Armee besetzt und zum Überwachungsposten der Loire. 1816 kaufte der aus der Somme kommende Maximilien Siffait (* 1780; † 1861) den Ortsteil La Gérardière, der auch die Burg Château-Guy umfasst. Unter seiner Führung entstand bis zum Jahre 1830 der Park Les Folies Siffait. Maximilien Siffait war zwischen 1822 und 1830 auch Bürgermeister der Kommune. Er verließ dann Le Cellier, aber sein Sohn Oswald kehrte später zurück und war Bürgermeister von 1841 bis 1847. Nachzureichen ist, dass Maximilien Siffait während seiner Amtszeit im Streit mit Baron des Jamonières, der das Schloss Château de Clermont weiterhin für sich reklamierte, im Streit stand. In der übernächsten Generation kam es aber zur großen Versöhnung: 1870 heiratete Arthur Antonin Juchault des Jamonières Anna Siffait, die Tochter von Oswald.
Noch bis zum Eintreffen der Eisenbahn Ende der 1840er-Jahre war Le Cellier ein bedeutender Flusshafen. Die Bahnstrecke Tours–Saint-Nazaire wurde auf dem Treidelpfad errichtet und auf der Höhe des Anwesens von Siffait erfolgte ein Tunneldurchstich für die Bahn.

### Wappen
Blasonierung: In Rot eine güldene Weintraube beflankt von zwei silbernen Pilgerstäben, darunter ein Wellenband derselben Farbe. Im Schildhaupt Hermelin.
Die Pilgerstäbe symbolisieren die beiden Priorate, welche in der früher Wein produzierenden Gemeinde existiert haben. Hermelin ist typisch für das Herzogtum Bretagne, zu welchem Le Cellier einst gehörte.

### Bevölkerungsentwicklung
| Jahr                       | 1962 | 1968 | 1975 | 1982 | 1990 | 1999 | 2006 | 2014 | 2022 |
| -------------------------- | ---- | ---- | ---- | ---- | ---- | ---- | ---- | ---- | ---- |
| Einwohner                  | 1836 | 1844 | 2035 | 2681 | 3139 | 3449 | 3558 | 3684 | 4011 |
| Quellen: Cassini und INSEE |      |      |      |      |      |      |      |      |      |

## Sehenswürdigkeiten
- Das Schloss Château de Clermont aus dem 17. Jahrhundert war der letzte Wohnsitz des französischen Filmschauspielers Louis de Funès und ist seit 1941 ein französisches Kulturdenkmal.[1][2] Auch das Grab von Louis de Funès befindet sich in der Nähe des Schlosses.

- Das klassizistische Lustschloss Château de La Forêt wurde in den Jahren 1812–1814 erbaut.[3]

- Les Folies Siffait nennt sich ein architektonischer Garten über der Loire. Es handelt sich dabei um ein Labyrinth von in der Landschaft angelegten Treppen und Terrassen, das zwischen 1820 und 1830 von den Amateuren Maximilien Siffait und seinem Sohn Oswald angelegt wurde. Die Anlage, die seit 1992 als ein französisches Kulturdenkmal gilt[4], ist zwischenzeitlich überwuchert und befindet sich heute in Restauration.[5]

- Die Villa Roy ist eine repräsentative Villa am Ufer der Loire, die Mitte des 19. Jahrhunderts für die Familie Pichery erbaut wurde. Letzte Nachkomme der Familie war Augustine Roy, die Haus und Park ihrer Nichte vererbte, welche die Anlage ihrerseits an die Gemeinde verkaufte. Gebäude und Garten sollen nach der Renovierung öffentlich genutzt werden.

- Die Chapelle Saint-Méen ist eine kleine Kapelle aus dem 17. Jahrhundert, welche dem mythischen Rompilger Méen aus dem 7. Jahrhundert geweiht ist. Pilgerfahrten aus der Umgebung sind bis ins 18. Jahrhundert nachgewiesen, als die Stätte von Leprakranken und an anderen Hautkrankheiten Leidenden, aufgesucht wurde.[6]

- Die Kirche L’Église Saint-Martin ist seit 2008 ein französisches Kulturdenkmal.[7]

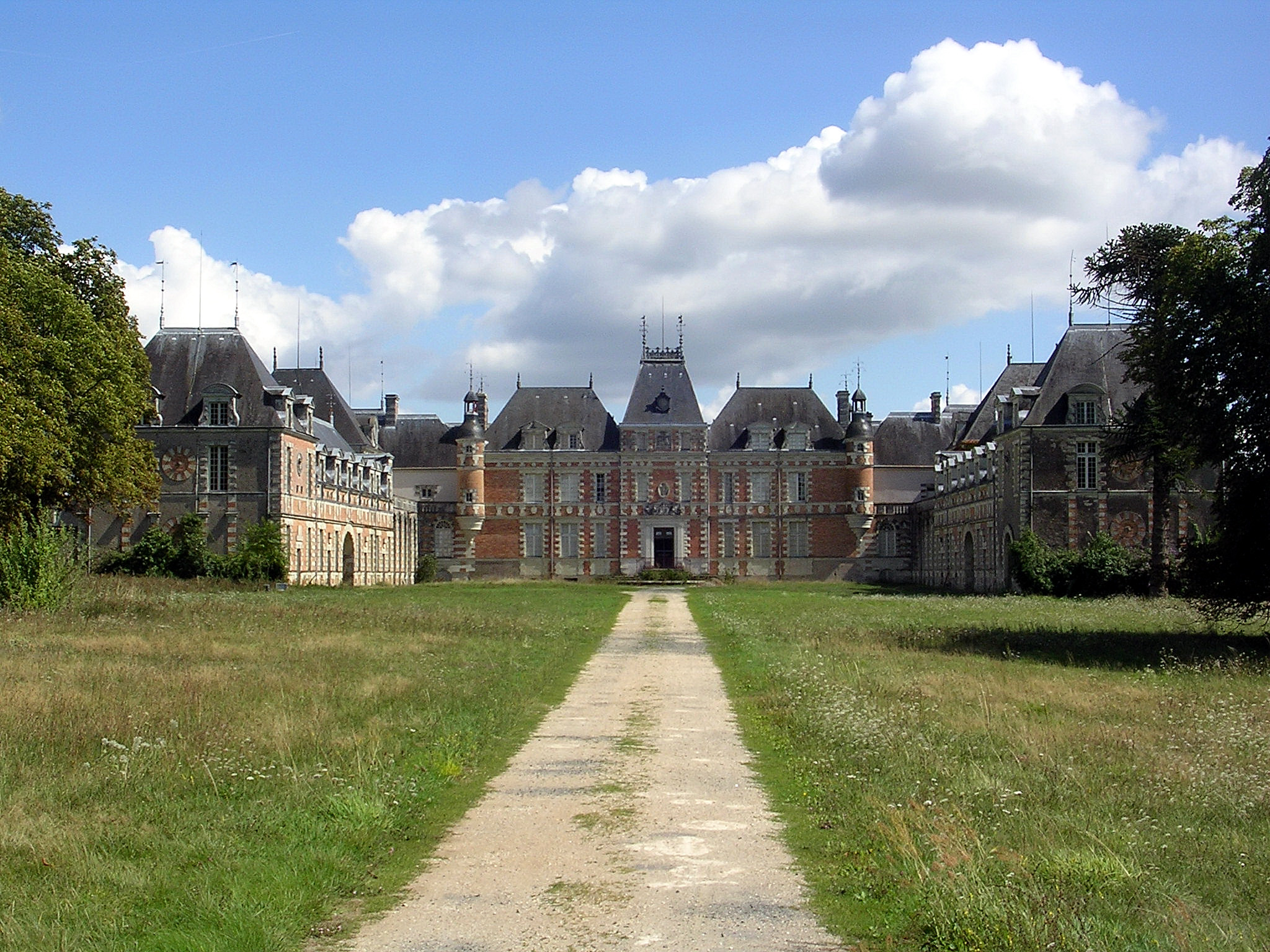
Schloss Clermont
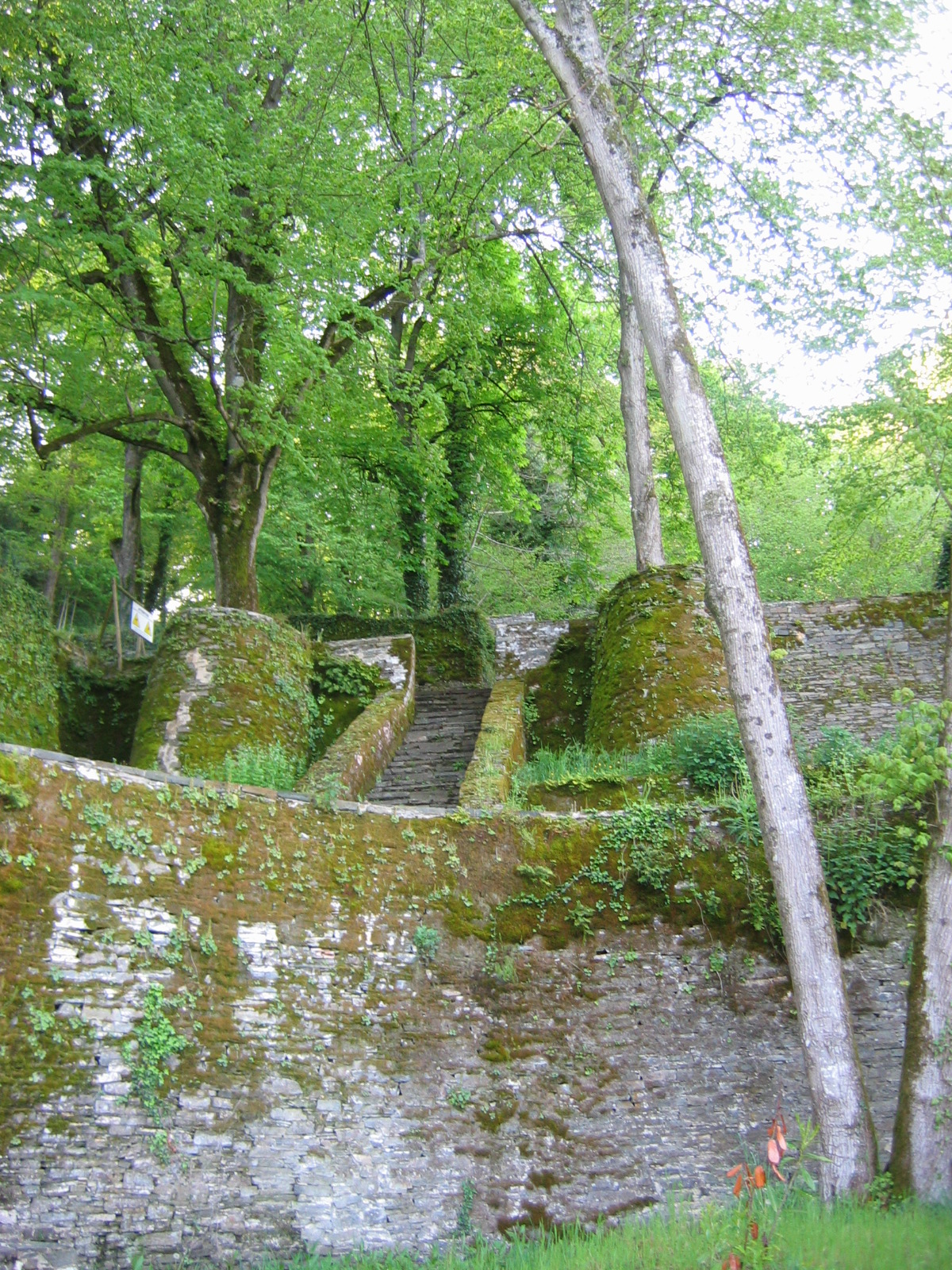
Burg Château-Guy
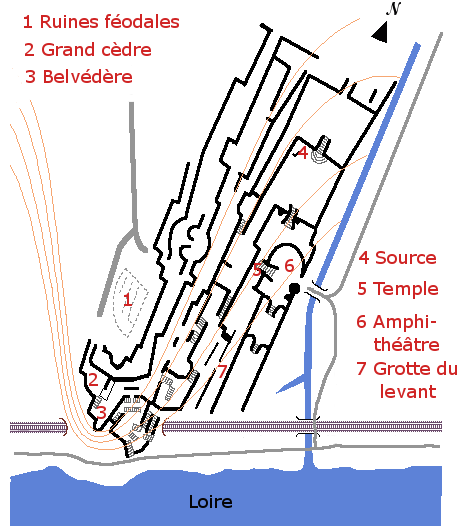
Plan des Parks Folies Siffait
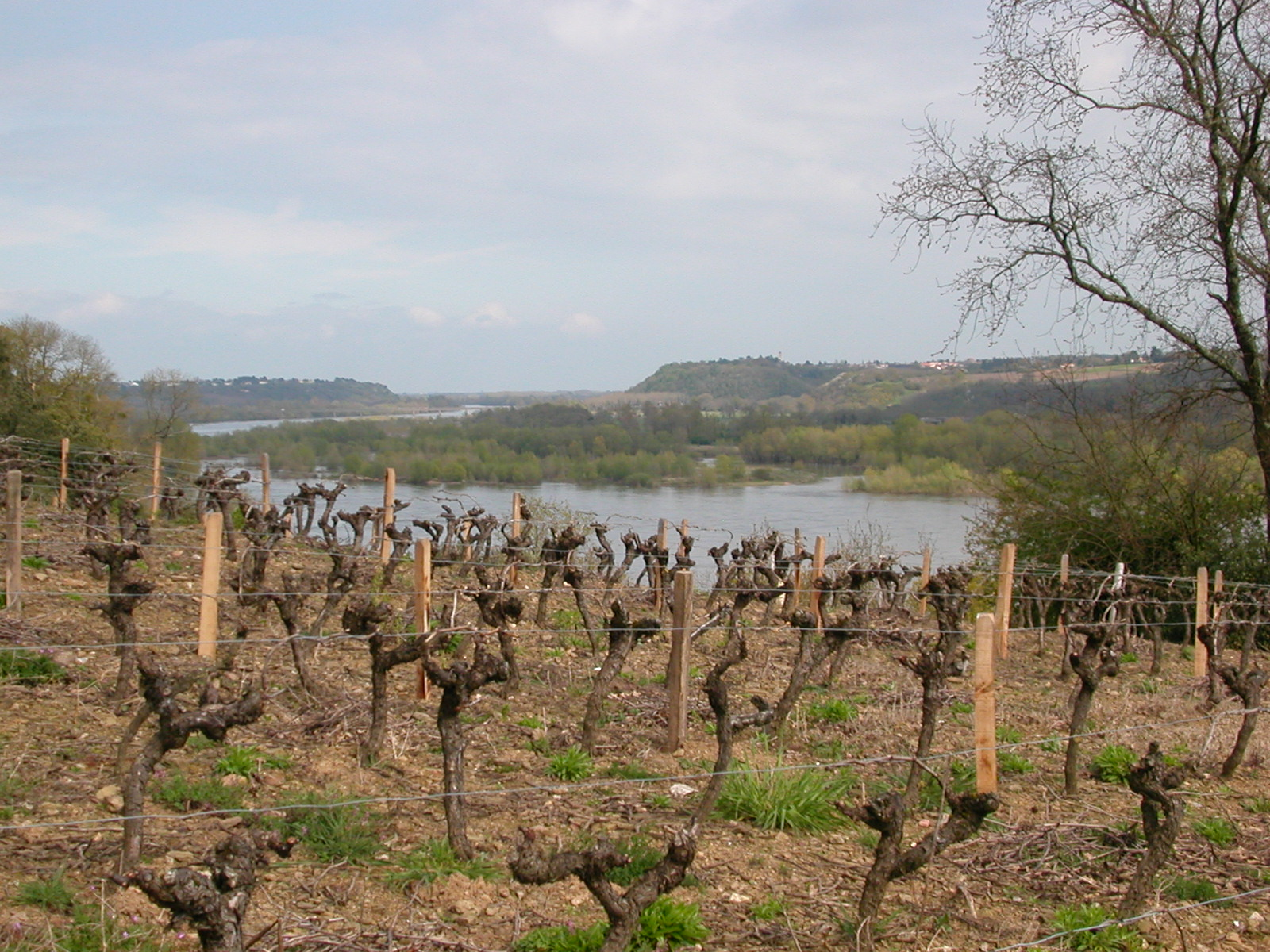
Weinberg über der Loire bei Le Cellier

## Gemeindepartnerschaft
Seit 1989 besteht eine Gemeindepartnerschaft zu Langförden.

## Persönlichkeiten
- Überregionale Bekanntheit erlangte die Gemeinde durch das dort gelegene Grab des französischen Schauspielers Louis de Funès.